# Ciechanów
Ciechanów este un oraș în Polonia.